# Брысов, Пётр Фёдорович
Пётр Фёдорович Брысов (1917 — 1991) — советский хозяйственный, государственный и политический деятель.

## Биография
Родился в 1917 году в Оренбургской губернии в семье крестьянина, русский. Член ВКП(б) с 1940 года. Окончил Кировский сельхозинститут.
В 1933—1938 годах — телеграфист на станции Завитая Амурской железной дороги, в 1939—1940 годах заведующий отделом Троицкого райкома комсомола Оренбургской  области.
Участник Великой Отечественной войны, по окончании, в 1945—1947 годах — секретарь Троицкого райисполкома, завотделом пропаганды Троицкого райкома. 1947—1949 годах учился в Оренбургской областной партшколе.
- 1949—1951 — второй секретарь Павловского райкома КПСС Оренбургской области.
- апрель—июль 1952 — председатель Татауровского райисполкома Кировской области
- июль 1952 — ноябрь 1954 — первый секретарь Татауровского райкома партии
- ноябрь 1954 — декабрь 1954 — заместитель заведующего отделом партийных органов Кировского обкома КПСС
- декабрь 1954 — июль 1956 — первый секретарь Вожгальского райкома КПСС
- июль 1956 — октябрь 1958 — первый секретарь Просницкого райкома КПСС
- октябрь 1958 — март 1962 — первый секретарь Котельнического райкома КПСС
- декабрь 1962 — январь 1965 — секретарь парткома Котельнического производственного  управления
- январь 1965 — январь 1967 — первый секретарь Котельнического райкома КПСС

С 1967 года — начальник Кировского областного управления по заготовкам и переработке молока, начальник производственного управления молочной промышленности. С 1979 года — директор Кировского учебного комбината производственного объединения молочной промышленности.
Избирался депутатом Верховного Совета СССР 5-го созыва от Кировского сельского избирательного округа № 190 Кировской области.
Награждён малыми золотой бронзовой медалями ВДНХ.
Умер в августе 1991 года в Кирове.